# کن تاکاکورا
کن تاکاکورا (ژاپنی: 高倉 健؛ ۱۶ فوریهٔ ۱۹۳۱ – ۱۰ نوامبر ۲۰۱۴)، بازیگر سینما اهل ژاپن بود.
تاکاکورا بازیگری حرفه‌ای را از سال ۱۹۶۵ آغاز کرد. اما نسبتاً کم‌کار بود و در حدود ۲۰ فیلم بیشتر بازی نکرد. وی که به «کلینت ایستوود ژاپن» مشهور بود، برای نقش‌های خشنی که در فیلم‌های یاکوزایی و اکشن بازی کرده بود، شناخته می‌شد. یکی از مشهورترین نقش‌هایی که او بازی کرده، افسر پلیس ژاپنی در فیلم باران سیاه (ساخته ریدلی اسکات) بود که در کنار مایکل داگلاس بازی کرد و دستمال زرد خوشبختی بود که برای دومی از جشنواره فیلم مونترال جایزه بهترین بازیگر را دریافت نمود.
تاکاکورا به دلیل ابتلا به سرطان لنفاوی روز دهم نوامبر ۲۰۱۴ در سن ۸۳ سالگی در بیمارستانی در توکیو درگذشت.